# Jonathan Redmond
Jonathan Redmond (* 20. Jahrhundert) ist ein irischer Filmeditor.
Redmon war seit 2001 zunächst als Schnittassistent  tätig, ab Mitte der 2000er Jahre dann als eigenständiger Editor. Seit Der große Gatsby aus dem Jahr 2013 ist er gemeinsam mit Matt Villa für Regisseur Baz Luhrmann tätig. Gemeinsam mit seinen Kollegen wurde er hierfür 2014 mit dem AACTA Award ausgezeichnet.
Für ihre gemeinsame Arbeit an Elvis wurden Redmond und Villa 2023 für den Oscar in der Kategorie Bester Schnitt nominiert. Für diese Produktion sie sind auch für andere Preise nominiert und sie erhielten eine Auszeichnung der Australian Screen Editors.

## Filmografie (Auswahl)
- 2013: Der große Gatsby (The Great Gatsby)
- 2016–2017: The Get Down (Fernsehserie, sieben Folgen)
- 2017: ERDEM x H&M: The Secret Life of Flowers (Kurzfilm)
- 2022: Elvis